# Eske Wunder

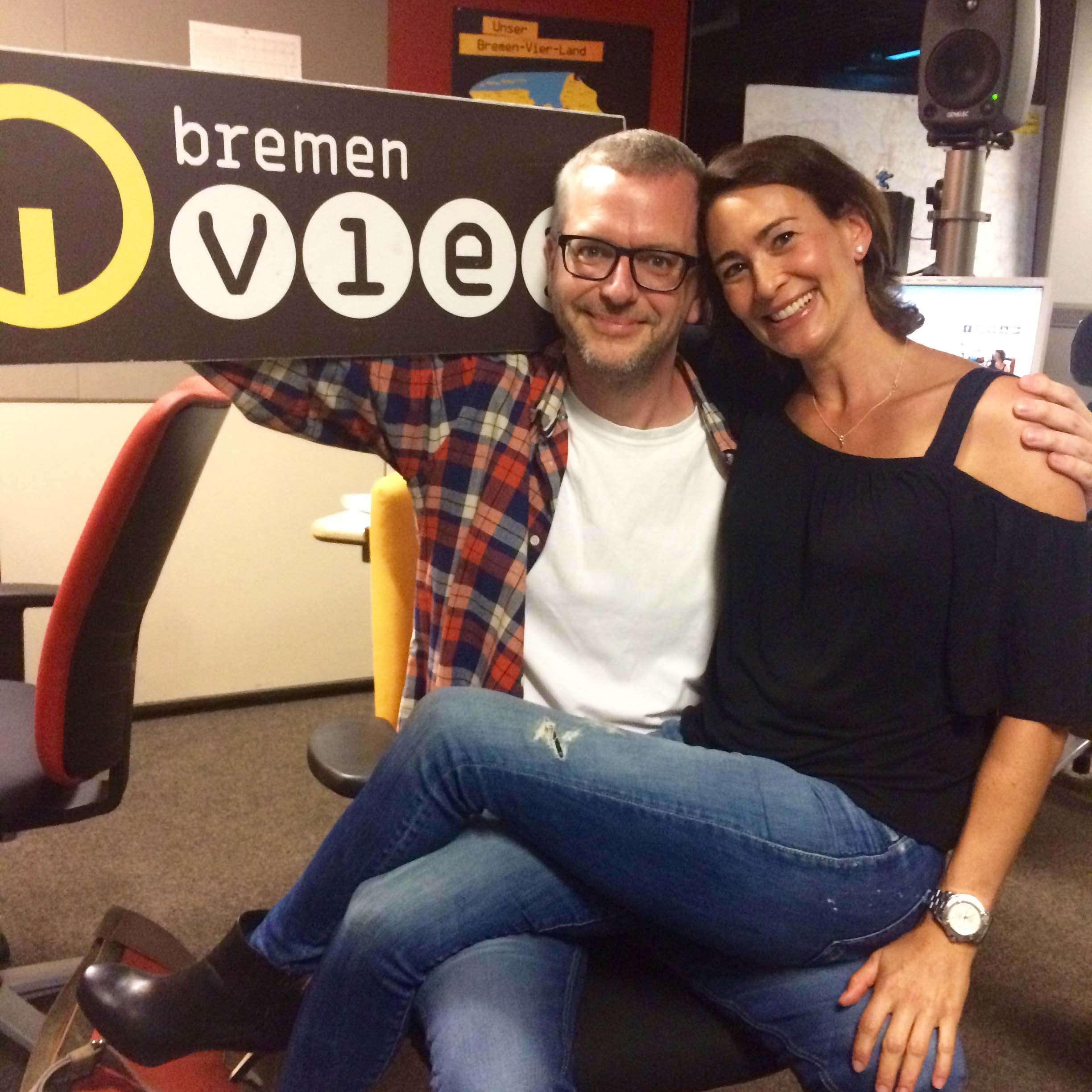
Eske Wunder im Studio von Radio Bremen Vier gemeinsam mit Jens-Uwe Krause (2016)

Eske Wunder, geborene Pasenau, (* 3. Januar 1977 in Wittmund) ist eine deutsche Sängerin und Moderatorin.

## Werdegang
Eske Wunder ist in Ostfriesland aufgewachsen. Während ihrer Schulzeit nahm sie Tanz-, Sprech- und Gesangsunterricht. Nach dem Abitur in Jever machte sie eine Ausbildung zur Werbekauffrau in Oldenburg. Anschließend begann sie für Radio Bremen Vier zu arbeiten. In der Morgenshow „Der Dicke und der Dünne“ führte sie gemeinsam mit Axel P. Sommerfeld und Jens-Uwe Krause die Hörer durch den Morgen. Als Moderatorin stand sie auch bei Veranstaltungen auf der Bühne. Zudem sang sie in einer Cover-Band. Außerdem machte sie 2002 ihren Abschluss zur Kommunikationswirtin.
2003 begann sie zusätzlich zur Arbeit beim Radio ein Volontariat beim TV-Sender NBC Europe für das Format „GIGA“ im Regionalstudio in Bremen. Nach vier Jahren verabschiedete sie sich von Radio Bremen und setzte ihr Volontariat im nationalen Studio von NBC Europe in Düsseldorf fort. Dort war sie in der Nachmittagssendung für die Bereiche „mlife, Stars und als Host“ tätig.
Nach Beendigung des Volontariats stand Eske Wunder für den Sender „NRW TV“ vor der Kamera. Außerdem zog es sie zurück zum Radio. Für den Hessischen Rundfunk moderierte sie zusammen mit Rob Green die Morgenshow auf „You FM“.
2007 gründete Eske Wunder im Auftrag der Nordwest-Zeitung in Oldenburg den Internet-TV-Sender „NWZ TV“. Nachrichten, Beiträge und Werbeaufnahmen wurden unter ihrer Leitung bis 2011 erstellt.
Seit ihrem 17. Lebensjahr steht Eske Wunder für Werbeaufnahmen vor der Kamera. Für die Damenbinde „Camelia“ war sie 1994 das Gesicht einer Werbekampagne. Unter anderem arbeitete sie als People-Model für Aral, SAP, Tchibo, Karstadt und die Postbank.
2011 zog Wunder von Oldenburg nach Süddeutschland. Sie ist verheiratet, hat zwei Kinder und lebt in der Nähe von Freiburg.

## Musik
Im April 2011 drehte der NDR mit Eske Wunder (damals unter dem Künstlernamen „Svenja Berger“) das Video zur Single Himmelblaue Augen. Das Wunschkonzert mit Lutz Ackermann wurde am 25. April 2011 das erste Mal ausgestrahlt. Der Titel wurde vom Produzenten Carsten Wegener geschrieben und wird nun von Anna-Maria Zimmermann gesungen.
Nach einer längeren Auszeit veröffentlichte Eske Wunder ihre Single ABRA CADABRA im Sommer 2016. Komponiert und produziert wurde der Titel von Alexander Künstle. Der Text stammt aus der Feder von Sylvia Hornung. ABRA CADABRA erscheint bereits auf einer Vielzahl von Samplern. Weitere veröffentlichte Titel sind Du & Ich, Sommerland und  Liebe Total.